# Лукас Йоркас
Лукас Йоркас (грец. Λούκας Γιώρκας, 18 жовтня 1986, Ларнака) — кіпріотський і грецький співак, переможець грецького талант-шоу The X Factor. 2011 року Лукас Йоркас представлятиме Грецію на Пісенному конкурсі Єврочабення в Дюссельдорфі із піснею «Watch my dance» на слова Елеани Врахалі.

## Творча біографія
Лукас Йоркас народився і виріс на Кіпрі. З раннього віку демонстрував талант до співу і музики загалом. За підтримки родини почав свою музичну освіту. Спершу навчання грі на гітарі, згодом впродовж п'яти років вивчав візантійську музику, одночасно грав у філармонічному оркестрі на Кіпрі та експериментував з іншими музичними інструментами.
Після перемоги у 12-му конкурсі пісні ΡΙΚ на Кіпрі переїхав в Афіни. Вступив до університету міста Патри на факультет біології та подав заявку на участь у першому сезоні 2008—2009 грецького талант-шоу The X Factor. Лукас швидко став лідером і зрештою здобув перемогу і в цьому конкурсі.
Незабаром була записана перша пісня «Δεν φαντάζεσαι» на слова поета Йоргоса Теофануса. Перший альбом мав назву «Μαζί». За нетривалу професійну кар'єру Йоркас встиг попрацювати із Наташою Теодоріду, Єленою Папарізу. 2011 року він виступав вживу в концертній програмі «Ιερά Οδό» на одній сцені із Дімітрісом Мітропаносом та Пеггі Зіна.

### Євробачення 2011 — нині
2 березня 2011 року Лукас Йоркас здобув перемогу у національному відборі до Пісенного конкурсу Євробачення 2011. У першому півфіналі він представлятиме Грецію разом із Stereo Mike з піснею «Watch my dance». Пісня звучатиме англійською та грецькою мовою, в основу грецькомовної частини композиції покладено мотив народного танцю зейбекіко.
Виступивши у першому півфіналі конкурсу 10 травня, Лукас Йоркас посів 1 місце. У фіналі Євробачення він набрав 120 балів і зрештою посів 7 місце.
Після Євробачення були записані пісні «Thimame kala», «Gia proti fora», які стали хітами в Греції. Від червня 2011 року до вересня співак виступав із Йоргосом Сабанісом в салонікському клубі Barbarella. 11 листопада 2011 року стартувала спільна програма Йоркаса із Нікіфоросом та Теохарісом Іоаннідісом у клубі Messiah! (Колонакі, Афіни).
У березні 2012 року відбулася прем'єра пісні «Ematha».